# Дженнингс, Исайя

Исайя Дженнингс на картине «Люди прогресса»

Исайя Дженнингс (англ. Isaiah Jennings; 1792—1862) — американский изобретатель.

## Биография
Родился в 1792 году (по другим данным в 1782 году) во Франкфорде, штат Коннектикут.
В раннем возрасте начал работать кузнецом, изготавливая предметы для моряков, используемых в парусах и такелаже. Уже в этот период занимался изобретательской деятельностью. В 1808 году он отправился в Англию, где в Ливерпуле начал свой бизнес. Начавшаяся война нарушила его планы и Исайя вернулся в Соединенные Штаты. Заработав немного денег в Англии, он начал бизнес в Саутпорте, штат Коннектикут, однако нанятый им партнёр украл его деньги и разорил Дженнингса.
Но это не обескуражило Исайю, и он продолжал заниматься изобретательством. В 1810 году он изобрел молотильную машину, первую, которая была введена в округе Датчесс, штат Нью-Йорк. В 1812 году изобрел паровой котел, выдерживающий большое давление, что было одобрено Оливером Эвансом. Позже Дженнингс изобрел новый насос. В 1822 году он сконструировал 12-зарядный магазинный пистолет с прикладом. В 1823 году он изобрел паровой двигатель собственной конструкции.
Исайя Дженнингс также придумал ряд усовершенствований ламп освещения XIX века. В частности, он разработал новое топливо, сочетающее спирт и скипидар в качестве замены традиционного китового жира, запатентовав его. Он также разработал устройство для регулировки фитиля лампы. Изобрел несколько видов спичек, которые назвал «Прометеями» («Prometheans»), а также другие, названные впоследствии «Loco Foco».
За разработки в области горелок и топлива для них Исайя Дженнингс был удостоен ряда медалей.
Умер в 1862 году.